# Michael Duff (piłkarz)
Michael James Duff (ur. 11 stycznia 1978 w Belfaście) – północnoirlandzki piłkarz grający na pozycji środkowego bądź prawego obrońcy.

## Kariera klubowa
Duff swoją profesjonalną karierę piłkarską zaczynał grając w Cheltenham Town F.C. Zadebiutował w tym klubie 15 listopada 1997 roku, kiedy to wystąpił w wygranym 2:1 meczu rozegranym w ramach Pucharu Anglii z Tiverton Town F.C. Do końca sezonu piłkarz wystąpił jeszcze w czterech innych spotkaniach. W kolejnych rozgrywkach Duff zagrał tylko w jednym meczu, jednak sezon 1999/00 rozpoczął już jako podstawowy zawodnik swojego zespołu. Pierwszego gola dla Cheltenham zdobył 26 grudnia 1999 roku w wygranym 3:1 spotkaniu z Exeter City F.C. Duff w The Robins występował do 2004 roku. Przez ten czas rozegrał łącznie 240 meczów w których zdobył dwanaście goli.
5 lipca 2004 roku Duff za 30 tysięcy funtów przeszedł do występującego wówczas w Football League Championship Burnley F.C. W nowej drużynie zadebiutował 7 sierpnia w zremisowanym 1:1 meczu z Sheffield United F.C. Po kilku dobrych występach Duff zdobył zaufanie trenera i szybko stał się podstawowym zawodnikiem zespołu. Pierwszego gola dla Burnley zdobył dopiero 23 sierpnia 2005 roku, kiedy to w ligowym meczu pokonał bramkarza Carlisle United F.C. 29 września 2007 roku Duff w spotkaniu z Crystal Palace F.C. doznał ciężkiej kontuzji, która wykluczyła go z gry na siedem miesięcy. W sezonie 2008/09 Duff wraz z kolegami z drużyny, po wygranych barażach, awansował do Premier League.

## Kariera reprezentacyjna
Duff w reprezentacji Irlandii Północnej zadebiutował 13 lutego 2002 roku, kiedy wystąpił przez dziewięć minut w przegranym 1:4 meczu z reprezentacją Polski. Dotychczas (stan na 2 czerwca 2012 roku) w kadrze rozegrał 24 mecze, w których nie strzelił żadnego gola.